# 乔治·特尼特
乔治·约翰·特尼特（英語： 1953年1月5日—）是美国中央情报局前中央情报总监，乔治城大学外交专业杰出教授。特尼特自1997年至2004年担任了情报总监的职位，使他成为继艾伦·杜勒斯后在位时间最长的中央情报局总监。1999年科索沃战争中，特尼特承认他直接领导了该次战争中唯一一次由中央情报局组织和领导的打击行动，据称误炸了中国驻塞尔维亚的大使馆。